# Stazione di Bivona
La stazione di Bivona è una stazione dismessa della ferrovia a scartamento ridotto Lercara-Filaga-Magazzolo, delle Ferrovie dello Stato. La stazione è sita nella località abitata di Santa Filomena, frazione di Bivona, comune italiano della provincia di Agrigento in Sicilia.

## Storia
La stazione di Bivona fu costruita nell'ambito del progetto della ferrovia Lercara-Magazzolo e aperta all'esercizio l'11 novembre 1923 in seguito all'apertura al traffico della tratta Contuberna-Bivona che collegava il paese montano con Lercara Friddi.
Il 1º settembre 1924 fu attivata l'ultima tratta Bivona-Alessandria della Rocca che completò la ferrovia collegandola con la linea costiera Castelvetrano-Porto Empedocle nella nuova stazione di Magazzolo.
Il servizio ferroviario della stazione fu sospeso nell'ottobre 1959. Questa fu definitivamente soppressa nel 1961.
La stazione è stata destinata ad altri usi ed è oggi la sede del Centro per l'impiego, con  competenza per i comuni di Alessandria della Rocca, Bivona, Cianciana, Santo Stefano Quisquina

## Strutture e impianti
La stazione, ubicata in località Santa Filomena, era piuttosto lontana dal paese, tanto che i viaggiatori preferivano, con l'accondiscendenza del personale FS, utilizzare la cantoniera di Antinori al km 37+887 come fermata per il centro abitato.
La stazione era dotata di un fabbricato viaggiatori a due livelli, a tre luci per prospetto.
I servizi erano posti in costruzioni staccate tra cui una adibita a magazzino merci. Il piazzale comprendeva quattro binari, di cui due per il traffico viaggiatori, scalo merci munito di piano caricatore, rimessa locomotive, piattaforma girevole e una massiccia torre dell'acqua adiacente al fabbricato riforniva le locomotive a vapore e provvedeva ai servizi idrici di stazione.

## Galleria d'immagini

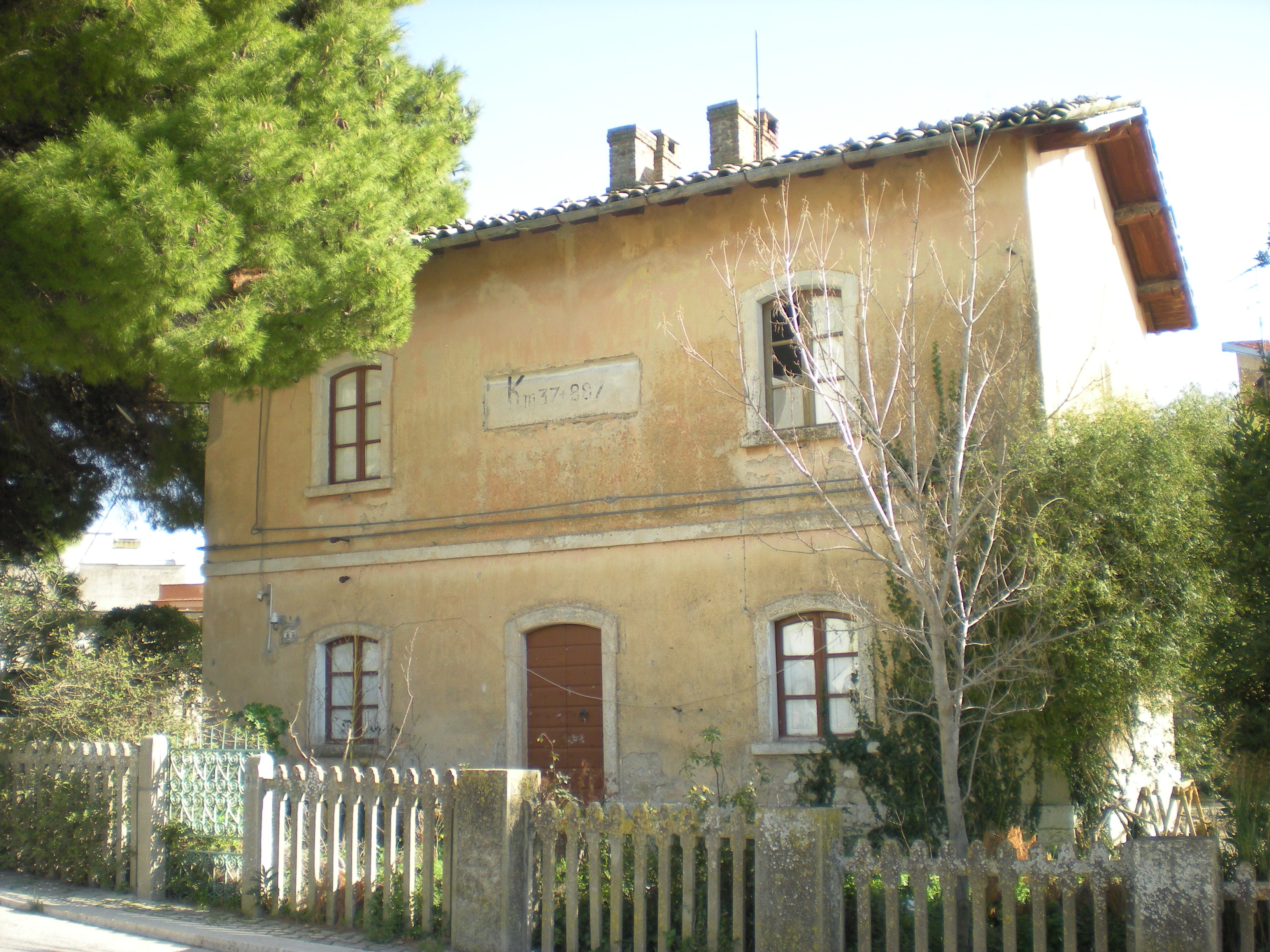
Il casello ferroviario di Antinori
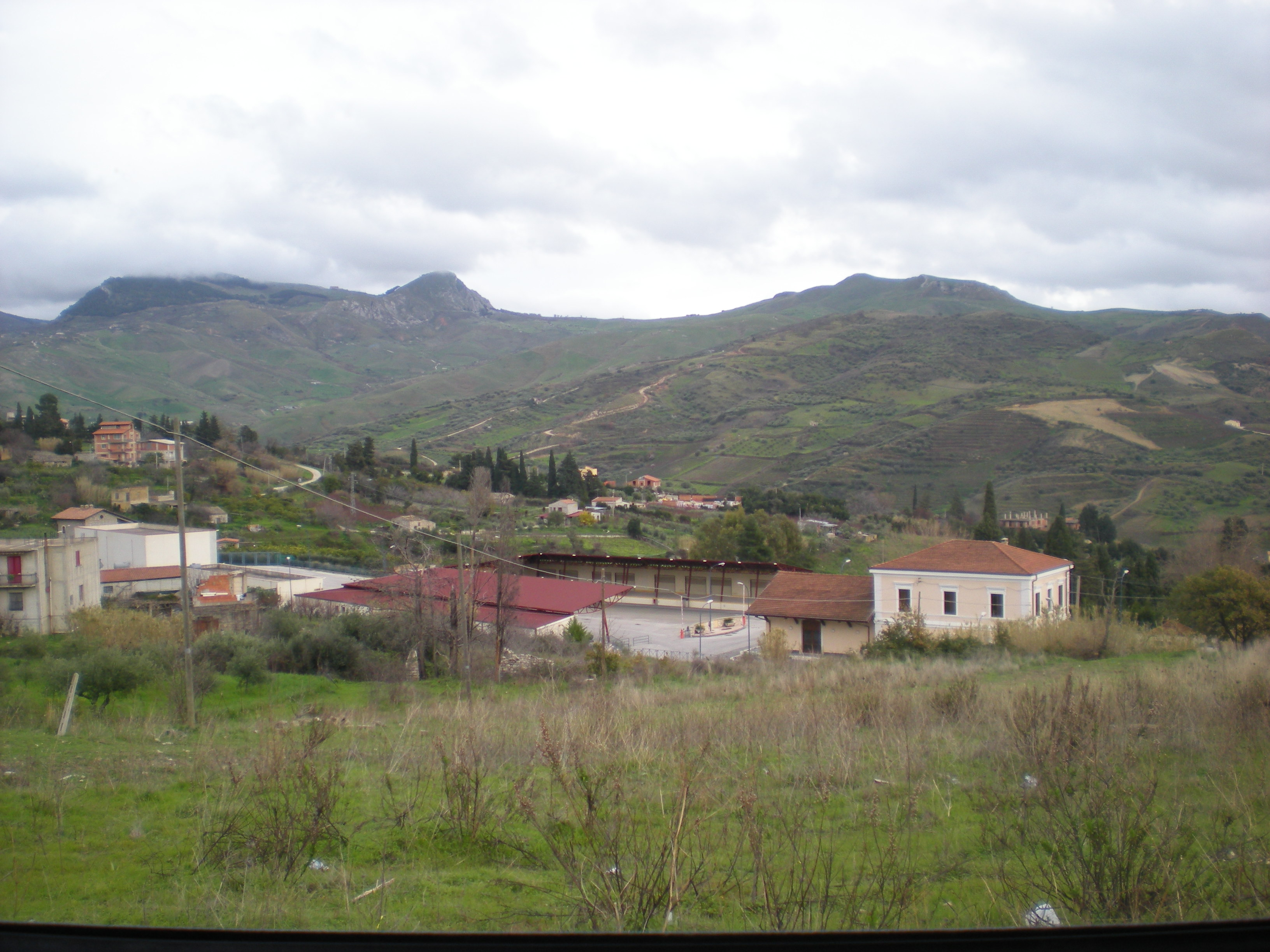
La stazione oggi adibita ad agenzia per il lavoro